# فدائيو صدام
فدائيو صدام هي قوة عسكرية تابعة لحزب البعث والرئيس العراقي السابق صدام حسين، لم تكن جزءًا من الجيش العراقي بل ترتبط برئاسة الجمهورية مباشرة، وكانت قياداتها يتبعون أوامر من الرئيس صدام حسين بواسطة ابنه عدي صدام حسين المشرف على هذه القوات، كانوا يعتبرون أنهم موالون بشدة للرئيس العراقي صدام حسين وقد تطوع فيها كثير من العراقيين والعرب وكانت تتمتع هذه الفرقة بتدريب عالي.

## نشوء التنظيم
تأسس فدائيو صدام باقتراح من عدي صدام حسين وبإشرافه، في 7 تشرين الأول 1994م، وكان عددها آنذاك يقارب من 10,000 إلى 25,000 فرد، وفي عام 1998 تفرع من التنظيم تشكيلة أخرى أطلق عليها تسمية اشبال صدام لتهيئة وتدريب الصغار بين عمر 10 إلى 15، وكان عدي صدام حسين هو المسؤول الأعلى - حسب منصب - (( المشرف على فدائيي صدام ))، ويتولى الإدارة العسكرية للفدائيين رئيس اركان برتبة فريق ركن مع وجود امانة سر ( سكرتارية ) بين رئاسة الأركان ومكتب المشرف ((عدي صدام حسين )) وعدد القوات حينها 20 قوة ( في كل محافظة هناك قوة ولبغداد قوتان مع وجود قوة ضاربة مركزية ) كما انه ترتبط في رئاسة أركان فدائيي صدام اقسام وتشكيلات متعددة منها:(مدرسة تدريب - كتيبة مخابرة -الأشبال - مستودع العينة...الخ )، ويتميز منتسبي فدائيي صدام من الضباط والمراتب والفدائيين بارتداء الملابس السوداء الكاملة مع وجود علامة الفدائيين عل الذراع الأيمن والعلم العراقي على الذراع الأيسر.

## المهام
كان الواجب المقصود من إنشاء الفدايئيين هو السيطرة على بغداد إن انتفض معارضون على النظام، ثم أوعزت لها في البداية مهام أمنية فقط وينتسب إلى التشكيل كافة قطعات المجتمع مثل الطلاب والمعلمين والموظفين والأطباء والفلاحين، كما كان الانتساب اختياري حيث قام البعثيون باختيار الطلبة في المتوسطة والاعدادية بالانتساب إلى فدائيي صدام واخذهم إلى قاعات مغلقة في الشعب الحزبية من رغبتهم والحضور هو يوم واحد في الشهر في الايام الاعتيادية اما في الظروف الطارئة فعلى الجميع الحضور، وكان من المهام المنوطه بهذه المؤسسة القضاء على الفساد وتهريب الاثار والمزوريين والعصابات المنظمة وكلفت بواجب تصفية بيوت الدعارة بتكليف من الرئيس شخصيا.

## الأهداف
الأهداف التي أعلنتها الحكومة لإنشاء فدايئي صدام كانت لتشكيل قوة متطوعين وطنية تأخذ على عاتقها جانباً من مهام الدفاع عن الوطن والشعب ضمن فكرة أساسها ان يكون لكل قوة في الشعب ميدانها الوطني ودورها في حماية الوطن والشعب من أي مؤامرة أو فعل أجنبي ومن أي عبث في الحياة الداخلية وتهدف قوة فدائيي صدام إلى أعداد مقاتلين مؤمنين بالله والوطن والقائد، وأهداف حزب البعث العربي الاشتراكي، وثورة 17- 30 تموز العظيمة، وتأخذ على عاتقها الدفاع عن العراق العظيم وانجاز ما تكلف به من مهام قتالية في مختلف الظروف والأحوال وبكفاءة عالية ضد أي تأمر أو عدوان خارجي.

## فدائيو صدام بعد سقوط بغداد عام 2003
أثناء غزو العراق في 2003 والتي انتهت باحتلال العراق والقضاء على حكومة صدام حسين كان فدائيي صدام متمركزين في بغداد وباقي المحافظات حيث انه توجد مقر أمرية في كل محافظة وكانوا ينفذون هجمات ضد القوات الأمريكية وخاصة في معارك مطار صدام الدولي والناصرية وجسر ديالى قرب بغداد ومعركة الاعظمية في 9 نيسان 2003 وكانت مهمتهم أيضا التمرد وكان أعضاء التنظيم خلال هذه الفترة يلبسون الزي المدني ما جعل امر التعرف عليهم صعباً للغاية واعطى للأمريكان المسوغ لاستهداف المدنيين.